# Fallout from the War
Fallout From The War – album kompilacyjny amerykańskiej grupy muzycznej Shadows Fall, wydany 13 czerwca 2006 nakładem wytwórni Century Media Records (zarazem ostatnie wydawnictwo grupy w tej wytwórni przed przejściem do Atlantic Records).
Płyta zawiera utwory pierwotnie stworzone podczas sesji nagraniowych do albumów The Art of Balance (2002) oraz The War Within (2004). Covery nagrano do utworów zespołów, które przez lata inspirowały Shadows Fall.
Tekst utworu "Will to Rebuild" został zainspirowany aktualnymi klęskami żywiołowymi, w szczególności tsunami na Oceanie Indyjskim w 2004 oraz zniszczeniami wywołanymi przez huragan Katrina w Nowym Orleanie w 2005.
Tytuł utworu "Carpal Tunnel" (termin medyczny pol. kanał nadgarstka) w sposób metaforyczny odnosi się do stanu chorobowego pod nazwą zespół cieśni nadgarstka, powstałego w wyniku długotrwałego ucisku nerwu pośrodkowego. Pojawił się on u gitarzysty Jonathana (palce ręki) oraz u perkusisty Jasona (nadgarstek) i był objawem choroby zawodowej związanej z grą na instrumencie muzycznym.

## Lista utworów
| 1.  | "In Effigy"                               | 03:24 |
|     |                                           |       |
| 2.  | "Will to Rebuild"                         | 03:06 |
|     |                                           |       |
| 3.  | "Haunting Me Endlessly"                   | 03:46 |
|     |                                           |       |
| 4.  | "Seize the Calm"                          | 02:54 |
|     |                                           |       |
| 5.  | "Carpal Tunnel"                           | 03:53 |
|     |                                           |       |
| 6.  | "Going, Going, Gone"                      | 03:08 |
|     |                                           |       |
| 7.  | "Deadworld                                | 04:47 |
|     |                                           |       |
| 8.  | "This Is My Own"                          | 04:52 |
|     |                                           |       |
| 9.  | "December” (cover Only Living Witness)    | 03:39 |
|     |                                           |       |
| 10. | "Mark of the Squealer” (cover Leeway)     | 05:07 |
|     |                                           |       |
| 11. | "Teasin' Pleasin'” (cover Dangerous Toys) | 03:14 |
|     |                                           |       |
|     |                                           | 41:50 |
|     |                                           |       |

## Teledyski
- "In Effigy”

## Twórcy

### Skład zespołu
- Brian Fair – śpiew
- Jonathan Donais – gitara prowadząca, wokal wspierający
- Matthew Bachand – gitara rytmiczna, wokal wspierający
- Paul Romanko – gitara basowa
- Jason Bittner – perkusja

### Inni
- Zeuss B. Held – producent muzyczny